# 이은하
이은하(한국 한자: 李銀河, 1961년 3월 29일 ~ )는 대한민국의 가수이다. 마로니에 출신 가수 김정은의 외사촌 언니이다.

## 이력
대표곡으로는 《아직도 그대는 내 사랑》, 《봄비》, 《겨울 장미》, 《돌이키지마》, 《미소를 띄우며 나를 보낸 그 모습처럼》, 《밤차》, 《님마중》, 《아리송해》, 《당신께만》 등이 있다.
그녀는 팝 발라드 음악과 디스코 댄스 팝 음악으로 한 시대를 풍미하였고 "디스코의 여왕"이라는 닉네임으로 불리며 김수희, 혜은이 등과 아울러 1980년대 디바 트로이카로 자리매김하였다.

## 생애
이은하는 1961년에 부산에서 태어났으며 어릴적 이름은 이효순이었다. 아버지 이배영은 유명한 아코디언 연주자였고 이은하는 약 5세(1965년 무렵)부터 음악을 접했으며 어린 나이에 무대에 출연하면서 음악적 능력을 길렀고 아버지로부터 직접 가르침을 받기도 했다. 처음에는 트로트를 배우기 시작하였지만 변성기를 일찍 겪어 허스키한 목소리였던 이은하는 소울 팝으로 전향하였고 초등학교 6학년에 다닐 무렵, 만 12세 때인 1973년에 님마중(김준규 작사/작곡)으로 데뷔하였다. 가수 데뷔 직후 무명 가수였던 이은하는 밤무대나 나이트 클럽에 나가서 노래를 불러야만 했고 1975년에 방송상 엄정한 규제때문에 당시 미성년자는 무대에 출연할 수가 없었다. 이러한 이유로 1958년생으로 3살 올려 등록하였으며 나이를 속이려고 일부러 화장을 짙게 하면서 20대 아가씨로 위장하여 가수 활동을 하게 되었다.
어렵사리 공중파 무대에 출연하게 된 이은하는 첫 히트곡이 된 1976년에 발표된 〈아직도 그대는 내 사랑〉(태정 사/원희명 곡)이 처음으로 유행세를 타고 난 이후 1978년에 유승엽이 작곡하고 작사한 〈밤차〉(유승엽 작사/작곡)를 부를 때 찌르기 춤을 선보여 선풍적인 인기몰이를 하게 되었는데 이 때부터 디스코 여왕으로 불렸다. 그리고 1979년에 발표하고 본인이 처음으로 작사한 〈아리송해〉(이은하 작사/이승대 작곡)가 대박을 떠뜨렸고 그 해에 KBS 가수왕상을 수상하였다. 그런데 처음에는 이 곡으로 송해라는 이름이 들어가 송해에게 혼났다는 얘기도 있다. 파워풀한 가창력을 인정받았던 이은하는 1981년에 KBS 세계 가요제의 그랑프리에 자신이 직접 작사/작곡한 〈멀리 있어도〉로 출전하여 우수가창상을 수상하였다.
1982년에 상당한 인기를 누리고 있던 탑스타 이은하는 영화계에 발을 디뎠으며 처음으로 영화 《날마다 허물을 벗는 꽃뱀》이라는 성인영화에 주연으로 출연하여 화제가 되기도 했다. 성인영화에 출연하는데 꺼려했던 아버지 이배영은 당시 국민배우 이대근의 설득으로 이은하의 영화 출연을 허락했었다.
1970년대부터 허스키한 목소리와 파워풀한 가창력으로 당대 최고의 댄스 팝 가수로 각광받았던 이은하는 라이벌로 불리던 혜은이와 함께 경쟁하면서 가요계를 주름잡았다. 1986년, 이은하가 본인의 첫사랑과의 가슴 아픈 시련의 이야기를 가사로 담아내어 작사하고 고인이 된 장덕이 작곡하고 이은하의 백밴드 이자 노래의 주인공인 남자가 베이시스트로 있던 <호랑이>라는 밴드가 반주하고 장덕이 코러스를 넣어준 〈미소를 띄우며 나를 보낸 그 모습처럼〉(이은하 작사/장덕 작곡)이라는 서정적인 사랑의 노래를 불러 최고의 정점을 찍었다. 1989년, 전영록이 작사/작곡한〈 돌이키지마〉(전영록 작사/작곡) 가 마지막으로 대중들에게 많이 알려진 곡들은 거의 없었다. 그래도 이은하는 대한민국 최고의 가수로 인정받는 10대 가수상을 9년 연속으로 수상한 이례적인 기록을 가지고 있다.
1990년대에 접어들면서 공백기를 가지게 되었다. 그 동안에는 콘서트나 뮤지컬을 하기도 했다. 이은하는 지난 2007년에 가수로 복귀하였고 그 해 서울가정법원에 호적정정허가신청서를 냈으며 자신의 실제 생년을 주민등록상으로 1958년에서 1961년으로 정정되었다. 2012년에는 5년 만에 새롭게 재즈분야의 음악으로 전향하여 활동하기 시작하였다.

## 학력
- 수정초등학교 (졸업)
- 경남여자중학교 (졸업)
- 경남여자고등학교 (졸업)
- 동덕여자대학교 실용음악과 (졸업)

## 데뷔
- 1973년 1집 앨범 [님 마중]

## 정규 음반
- 2012년 25집 <내 노래/ My Funny Valentine>
- 2007년 24집 <Come back/ 드라마>
- 1997년 23집 <내게 미소를>
- 1992년 22집 <거듭나기/ 탈출>
- 1989년 21집 <돌이키지마/ 버스정류장>(*돌이키지마* 전영록 작사/곡)
- 1988년 20집 <청춘 / 노란 민들레>
- 1987년 19집 <안녕! 여보세요/ 여심>
- 1986년 18집 <미소를 띄우며 나를 보낸 그 모습처럼/여자의 샘>(*미소를 띄우며 나를 보낸 그 모습처럼* 이은하 작사/장덕 작곡)
- 1985년 17집 <잊자 / 하늘 사탕 잉크처럼>
- 1984년 16집 <사랑도 못해본 사람은/ 눈물로 핀 꽃>
- 1983년 15집 <바람에 구름 가듯/ 기억>
- 1982년 14집 <네가 좋아/ 하얀 불꽃>
- 1981년 13집 <한순간 / 당신께만>
- 1980년 12집 <사랑의 그림자 / 그님은 가셨지만>
- 1980년 11집 <너 하나 때문에 / 초혼>
- 1979년 10집 <봄비 / 아리송해>(*봄비* 이희우 작사/김희갑 작곡, *아리송해* 이은하 작사/이승대 작곡)
- 1978년 9집 <겨울장미/복순이>(*겨울 장미* 유승엽 작사/곡)
- 1978년 8집 <조용한 미소/밤차>(*밤차* 유승엽 작사/곡)
- 1977년 7집 <그 어느 날 밤/ 임을 찾아 가야겠네>
- 1977년 6집 <안오면 싫어/정말 못잊어>
- 1976년 5집 <아직도 그대는 내사랑/최진사댁 셋째딸>(*아직도 그대는 내사랑* 태정 작사/원희명 작곡)
- 1976년 4집 <아카시아꽃 필 때 / 아카시아 필 때까지>
- 1975년 3집 <비는 왜오나/고향>
- 1973년 2집 <알다가도 모를일/임마중>
- 1973년 1집 <님마중/ 나의 별>(*님마중*김준규 작사/작곡)

## 출연작

### 영화 출연작
- 1991년《돈키호테 형래와 산쵸 특공대》- 은하 역
- 1990년《영심이》- 깡패 역
- 1982년《날마다 허물벗는 꽃뱀》- 영자 역/ OST(주제가)

### 드라마 출연작
- 2014년 KBS2 《트로트의 연인》
- 2013년 ~ 2014년 KBS 《사랑은 노래를 타고》- 고은하 역
- 2013년 KBS1《은희》- OST(주제가)
- 2013년 KBS2《KBS 드라마 스페셜 - 불침번을 서라》- 송강자 역
- 2005년 SBS《불량가족》- OST(주제가)
- 2002년 MBC《인어아가씨》- OST(주제가)
- 1984년 MBC《겨울 해바라기》- OST(주제가)

### 방송
- 2020년 KBS《불후의 명곡: 전설을 노래하다》
- 2020년 KBS《TV는 사랑을 싣고》
- 2021년 MBC《미스터리 음악쇼 복면가왕》 - 에메랄드는 단발성 가왕! 나는 장기 가왕! 단발머리 소녀! (우승)

### CF
- 1982년 에이스침대
- 1985년 해태에이치티비 세븐업
- 1987년 롯데제과 코코아 파이

## 수상 경력
- 2012년 제 3회 대중문화예술상 국무총리표창
- 1998년 미 동남부 아틀란타 한인 청소년 센타 감사패
- 1996년 미주 한인회 중남부 총연합회 감사패
- 1985년 MBC 10대 가수상,우리들의 스타상-인기부문 수상
- 1984년 KBS 여자 가수왕
- 1984년 MBC 10대 가수상
- 1984년 제20회 백상예술대상 TV부문 주제가상 수상
- 1983년 MBC 10대 가수상
- 1982년 MBC 10대 가수상
- 1981년 MBC 10대 가수상
- 1980년 MBC 10대 가수상
- 1979년 MBC 10대 가수상
- 1979년 KBS 최고 가수왕
- 1979년 제 6회 서해방송 가요대상 여자 가수부문 수상
- 1979년 자랑스러운 ‘성북 시민상’ 표창
- 1978년 MBC 10대 가수상
- 1978년 TBC 여자 가수왕
- 1977년 MBC 10대 가수상

### 가요 프로그램 1위
| 연도            | 수상 내역 (총 10회) |
| --------------- | --- |
| 1981년 (총 5회) | - 한 순간 (총 5회) - 7월 23일 KBS 《가요톱텐》 1위 - 7월 30일 KBS 《가요톱텐》 1위 - 8월 6일 KBS 《가요톱텐》 1위 - 8월 13일 KBS 《가요톱텐》 1위 - 8월 20일 KBS 《가요톱텐》 1위 (5주 연속)                       |
| 1985년 (총 5회) | - 사랑도 못해본 사람은 (총 5회) - 1월 13일 KBS 《가요톱텐》 1위 - 1월 20일 KBS 《가요톱텐》 1위 - 1월 27일 KBS 《가요톱텐》 1위 - 2월 3일 KBS 《가요톱텐》 1위 - 2월 10일 KBS 《가요톱텐》 1위 (5주 연속) (골든컵) |

| KBS 가요대상 《대상》 |                       |                |
| 1983년                | 1984년 김수철, 이은하 | 1985년         |
| 조용필, 윤시내        | 1984년 김수철, 이은하 | 조용필, 정수라 |
|                       |                       |                |
|                       | 사랑도 못해본 사람은  |                |